# Olympia (teatro)

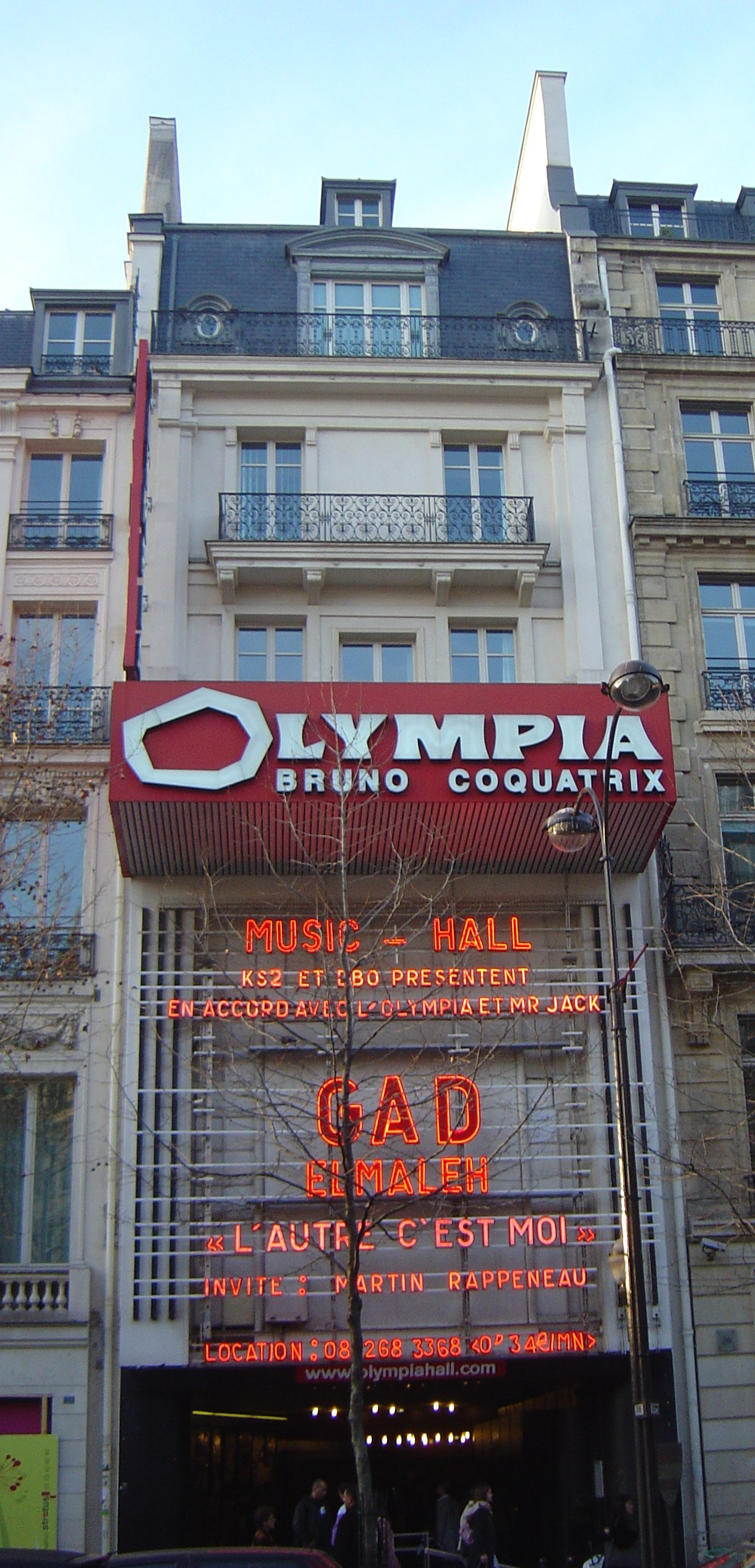
Sala de espetáculos musicais Olympia.

O Olympia é a mais antiga sala de espectáculos musicais de Paris, situada no nr. 28 da Boulevard des Capucines, no 9º bairro da capital francesa.
Construída pelo arquitecto Léon Carle, a sala de 2000 lugares foi inaugurada a 12 de abril de 1893. O Olympia ainda é hoje facilmente reconhecível pelas suas enormes letras em fundo vermelho colocadas na sua fachada. Foi inaugurado pela maior estrela de França da altura, a dançarina e cantora La Goulue.
Para além de espectáculos musicais também passaram pelo Olympia espectáculos de circo, balet e operetas. Todavia, na sequência de um período de declínio motivado pela ausência de espectáculos com grandes estrelas, passou a servir como cinema entre 1929 e 1944. Pode ter servido de music hall durante a ocupação alemã na II Guerra Mundial, mas em 1945 as tropas aliadas uniformizadas tinham entrada livre na sala. Os espectadores tinham que escutar os quatro hinos nacionais no início de cada espectáculo de variedades que terminava habitualmente com o famoso cancan realizado pelas dançarinas, algumas delas já nada jovens. Após essa época voltou a funcionar como cinema, até que Bruno Coquatrix o reactivou como casa de espectáculos com uma grande reabertura em Fevereiro de 1954. Sob a sua direcção, actuar no Olympia de Paris era sinónimo de prestígio e reconhecimento internacional.
Édith Piaf obteve grandes êxitos no Olympia tendo efectuado vários recitais entre Janeiro de 1955 e Outubro 1962. Ficaram igualmente famosos os concertos de Jacques Brel em 1961 e 1964, que chegaram aos nossos dias através das gravações ao vivo então efectuadas.

Cartaz do Enrico Macias e da Elis Regina no Olympia, 1968.

Foram para o palco , entre outros,  grandes nomes da música francesa: como a  Edith Piaf, Francoise Hardy,  Dalida, Georges Brassens, Gilbert Becaud,  Adamo, Enrico Macias, Léo Ferré, Charles Aznavour, Jacques Brel,  Gregory Lemarchal, Mireille Mathieu e Johnny Hallyday e estrelas internacionais como Louis Armstrong, Barbara, Cyndi Lauper, Marlene, Maysa, Janis   Joplin, Aretha Franklin, James Brown, Nick Cave, Dominique Webb, Christophe, Madonna, Tina Turner, Jimi Hendrix, Black Sabbath, Céline Dion, Umm Kulthum, The Beatles,   Elis Regina, Amália Rodrigues, Linda de Suza, Luciano Pavarotti, The Rolling Stones, Lara Fabian, Mika, Lana Del Rey e Aurora.
Após a morte de Bruno Coquatrix, entrou em novo declínio e correu mesmo o risco de ser demolido e transformado em parque de estacionamento, mas em 7 de janeiro de 1993, o Ministro da Cultura francês Jack Lang emitiu uma ordem de preservação do edifício que originou dois anos de trabalho de reconstrução da fachada e do seu famoso interior vermelho. Com mais de 30 milhões de espectadores nos últimos 50 anos, o Olympia transformou-se num music hall lendário, que se bateu por continuar a ser um lugar clássico para festas e espectáculos.